# Літня Універсіада 1965
Літня Універсіада 1965 — IV літня Універсіада, що проходила в Будапешті (Угорщина) з 20 по 30 серпня 1965 року. В універсіаді взяли участь 1729 спортсменів з 32 країн.

## Види спорту на літній Універсіаді 1965
В ході Універсіади проводилися змагання з 9 видів спорту.
- Баскетбол
- Водне поло
- Волейбол
- Легка атлетика
- Плавання
- Стрибки у воду
- Спортивна гімнастика
- Теніс
- Фехтування

## Медальний залік
| Місце  | Країна          | Золото | Срібло | Бронза | Загалом |
| ------ | --------------- | ------ | ------ | ------ | ------- |
| 1      | Угорщина        | 16     | 8      | 14     | 38      |
| 2      | СРСР            | 14     | 26     | 16     | 56      |
| 3      | США             | 14     | 10     | 9      | 33      |
| 4      | Японія          | 7      | 0      | 3      | 10      |
| 5      | Італія          | 6      | 2      | 1      | 9       |
| 6      | Польща          | 4      | 4      | 3      | 11      |
| 7      | ФРН             | 4      | 2      | 5      | 11      |
| 8      | Франція         | 2      | 3      | 3      | 8       |
| 8      | Румунія         | 2      | 3      | 3      | 8       |
| 10     | Велика Британія | 1      | 4      | 4      | 9       |
| 11     | Югославія       | 1      | 1      | 3      | 5       |
| 12     | Болгарія        | 1      | 1      | 1      | 3       |
| 13     | Канада          | 1      | 0      | 3      | 4       |
| 14     | Швеція          | 1      | 0      | 1      | 2       |
| 15     | Чехословаччина  | 0      | 3      | 2      | 5       |
| 16     | Нідерланди      | 0      | 3      | 1      | 4       |
| 17     | Куба            | 0      | 2      | 0      | 2       |
| 18     | Австрія         | 0      | 0      | 1      | 1       |
| Всього | Всього          | 74     | 72     | 73     | 219     |